# Strasbourg International 2000
Die Strasbourg International 2000 im Badminton fanden vom 6. bis zum 7. Mai 2000 in Strasbourg statt. Es war die 24. Auflage dieser Turnierserie. Organisator der Veranstaltung war die Vereinigung CEBA Strasbourg.

## Sieger
| Disziplin    | Sieger                    |
| ------------ | ------------------------- |
| Herreneinzel | Dharma Gunawi             |
| Dameneinzel  | Maja Pohar                |
| Herrendoppel | Dharma Gunawi Yoseph Phoa |
| Damendoppel  | nicht ausgetragen         |
| Mixed        | Andrej Pohar Maja Pohar   |